# Guillaume Bonnet (rugby à XIII)
Pour les articles homonymes, voir Bonnet et Guillaume Bonnet.
Pas d'image ? Cliquez ici

a Compétitions nationales et continentales officielles uniquement.

b Matchs officiels uniquement.
Guillaume Bonnet, né le 18 mars 1989, est un joueur de rugby à XIII français évoluant au poste de Talonneur. Au cours de sa carrière, il a connu de nombreux clubs : Carpentras, Avignon, Palau et Lézignan. Il est sélectionné en équipe de France pour la Coupe du monde 2017 mais déclare forfait avant le départ en Australie en raison d'une lésion des ligaments croisés antérieurs du genou.

## Biographie
Il est sélectionné en équipe de France pour la Coupe du monde 2017 mais déclare forfait avant le départ en Australie en raison d'une lésion des ligaments croisés antérieurs du genou contracté en match amical contre la Jamaïque. Il est remplacé par Rémy Marginet.

## Palmarès
- Collective :
  - Vainqueur du Championnat de France : 2018[1] (Avignon).
  - Vainqueur de la Coupe de France : 2013 (Avignon).

- - Finaliste du Championnat de France : 2017 (Lézignan).
  - Finaliste de la Coupe de France : 2017 (Lézignan).

### Détails en sélection
| Matchs internationaux de Guillaume Bonnet | Matchs internationaux de Guillaume Bonnet | Matchs internationaux de Guillaume Bonnet | Matchs internationaux de Guillaume Bonnet | Matchs internationaux de Guillaume Bonnet | Matchs internationaux de Guillaume Bonnet | Matchs internationaux de Guillaume Bonnet | Matchs internationaux de Guillaume Bonnet | Matchs internationaux de Guillaume Bonnet | Matchs internationaux de Guillaume Bonnet | Matchs internationaux de Guillaume Bonnet | Matchs internationaux de Guillaume Bonnet |
|                                           | Date                                      | Lieu                                      | Adversaire                                | Résultat                                  | Compétition                               | Poste                                     | Points                                    | Essais                                    | Pen.                                      | Drops                                     |                                           |
| ----------------------------------------- | ----------------------------------------- | ----------------------------------------- | ----------------------------------------- | ----------------------------------------- | ----------------------------------------- | ----------------------------------------- | ----------------------------------------- | ----------------------------------------- | ----------------------------------------- | ----------------------------------------- | ----------------------------------------- |
| 1.                                        | 13 octobre 2017                           | Stade Gilbert-Brutus, Perpignan, France   | Jamaïque                                  | 34-12                                     | Amical                                    | Talonneur                                 | 0                                         | -                                         | -                                         | -                                         |                                           |